# 256 f.Kr.
| 256 f.Kr.          |
| ------------------ |
| Dødsfald - Fødsler |
|                    |

## Dødsfald
- Zhou Nan Wang, Konge af Zhou-dynastiet i Kina.